# Richard Greatrex
Richard Greatrex (Swansea, 1947) è un direttore della fotografia britannico.
È stato candidato all'Oscar alla migliore fotografia nel 1999 per Shakespeare in Love.

## Filmografia parziale

### Cinema
- Dio salvi la regina (For Queen & Country), regia di Martin Spellman (1999)
- War Requiem, regia di Derek Jarman (1989)
- La mia regina (Mrs. Brown), regia di John Madden (1997)
- Shakespeare in Love, regia di John Madden (1998)
- Janice Beard - Segretaria in carriera (Janice Beard 45 WPM), regia di Clare Kilner (1999)
- Qui dove batte il cuore (Where the Heart Is), regia di Matt Williams (2000)
- Il destino di un cavaliere (A Knight's Tale), regia di Brian Helgeland (2001)
- Il profumo delle campanule (I Capture the Castle), regia di Tim Fywell (2003)
- Connie e Carla (Connie and Carla), regia di Michael Lembeck (2004)
- Litigi d'amore (The Upside of Anger), regia di Mike Binder (2005)
- Caos (Chaos), regia di Tony Giglio (2005)
- Detonator - Gioco mortale (The Detonator), regia di Leong Po-chih (2006)
- Big Nothing, regia di Jean-Baptiste Andrea (2006)
- Run Fatboy Run, regia di David Schwimmer (2007)
- Un colpo perfetto (Flawless), regia di Michael Radford (2007)

### Televisione
- The Last of the Blonde Bombshells, regia di Gillies MacKinnon – film TV (2000)
- Sea Wolf - Lupo di mare (Sea Wolf) – miniserie TV, 2 puntate (2009)
- Moby Dick – miniserie TV, 2 puntate (2011)